# Massaker von Monte Morello und Vallucciole
Die Massaker von Monte Morello und Vallucciole fanden im April 1944 im Raum von Florenz in Italien statt. Der kommandierende General des LXXXVII. Armeekorps Gustav-Adolf von Zangen erteilte Oberst Georg-Henning von Heydebreck, dem Kommandeur des Panzer-Regiments „Hermann Göring“, zwei Aufträge zur sogenannten Bandenbekämpfung. Das Panzer-Regiment „Hermann Göring“ war ein Teil der Fallschirm-Panzer-Division 1 Hermann Göring.
Als Anlass für die Massaker dienten der Wehrmacht Partisanenüberfälle. Es ging allerdings dabei nicht darum, gegen die Partisanen direkt vorzugehen, sondern um die Einschüchterung der zivilen Bevölkerungen durch Tötungen, Misshandlungen und Brandschatzungen. In diesen Massakern wurden von 10. bis 11. und am 13. April 1944 laut Wehrmachtsbericht 186 Menschen ermordet.

## Militär
Das Operationsgebiet, in dem die Massaker im Raum von Vallucciole und Monte Falterona stattfanden, war militärisch zweigeteilt. Im westlichen Bereich war das LXXY. Armeekorps mit der Division „Hermann Göring“ und im östlichen das Generalkommando von General Joachim Witthöft zuständig. Die gesamte Führung der Operation oblag Oberst Georg-Henning von Heydebreck. Im Osten führte Major Gerhard Freyer eine deutsch-italienische Kampfgruppe an, darunter italienische Männer der RSI, Geheimpolizei und GNR-Einheiten an. Bemerkenswert ist, dass es unter dem Kommando von Major Freyer zu keinen gewaltsamen Übergriffen auf die Zivilbevölkerung kam.
Westlich des Monte Falterona um Stia kamen die Aufklärungsabteilung und zwischen dem Mandrioli-Pass und Bibbiena das Panzer-Regiment der Division „Herman Göring“ zum Einsatz. Beteiligt waren des Weiteren dort die Transportwagen-Abteilung 611 und Angehörige der Organisation Todt.
Vor den Massakern wurde das gesamte Gebiet vom Militär intensiv aufgeklärt, dabei wurde am 11. April 1944 eine Aufklärungsgruppe der Soldaten von Partisanen angegriffen und ein Leutnant und Feldwebel getötet, ein dritter Wehrmachtsangehöriger konnte verletzt fliehen und seine Vorgesetzten informieren. Als Vergeltung für den Partisanenüberfall wurden einige Häuser in der Nähe des Vorfalls in Brand gesetzt.

## Ablauf der Massaker

### Massaker von Fragheto
Vor den Massakern von Monte Morello und Vallucciola, kam es bereits in Fragheto (⊙) einem Ortsteil der Gemeinde Casteldelci am 7. April 1944 zu einem Kriegsverbrechen. Dabei wurden in der Siedlung, die in der Landschaft Montefeltro liegt, 30 Zivilisten erschossen. Der Grund hierfür ist bis heute letztendlich nicht geklärt. Die Soldaten, die das Massaker verübten, gehörten vermutlich einer kleinen Truppe des Sturmbataillons „OB Südwest“ an.

### Massaker vom Monte Falterona
Auf der Nordseite des 1654 Meter hohen Monte Falterona liegt Castagno d’Andrea (⊙), ein Ortsteil der Gemeinde San Godenzo. In diesem Ort steckten Soldaten der Aufklärungsabteilung am 13. April 1944 die Häuser in Brand und erschossen drei flüchtende Männer und Frauen. Es kam zu Plünderungen und Vergewaltigungen. Der Dorfpfarrer wurde halb nackt mit anderen Personen in ein Haus eingesperrt. 17 Partisanen wurden ergriffen und erschossen, die einzigen derer man in der gesamten Operation habhaft wurde. Weitere Erschießungen nahm das Panzer-Regiment vor: 29 Männer in Partina (⊙), acht in Marciano (⊙) (alle Ortsteile von Bibbiena), vier in Badia Prataglia (⊙) im Ortsteil von Poppi, und bei Rufina (⊙) 13 Menschen.

### Massaker vom Monte Morello
Monte Morello ist ein Gebirge, das in unmittelbarer Nähe zu Florenz liegt. Unmittelbar an dem Massaker beteiligt waren das Panzer-Regiment „Hermann Göring“ mit seiner Aufklärungsabteilung und zwei Flak-Batterien, während die Gendarmerie und RSI-Männer am Rande der Operation Absperrdienste leisteten. Die Operation fand am 10. und 11. April 1944 statt, dabei tötete die Wehrmacht in Cercina (⊙) sieben, in Cerreto Maggio (⊙) sechs und in Morlione (⊙) vier Männer. Auf einem Bauernhof Sitriano wurde ein Bauer vor den Augen seiner Familie ermordet. Plünderungen und Diebstähle fanden ebenfalls statt.

### Massaker von Vallucciole, Giuncheto, Serelli, Monte di Gianni, Moiano
Vallucciole (⊙) liegt im Arno-Tal etwa 30 Kilometer nordöstlich von Florenz. In diesem Ort war das Vorgehen der Panzer-Aufklärungsabteilung äußerst brutal. Es hatte den Anschein, dass man alle Bewohner unabhängig vom Alter und das Dorf auslöschen wollte.
Am Morgen des 13. April 1944 begann der Anmarsch in Richtung des Dorfes Vallucciole. Als die Soldaten das Dorf Giuncheto (⊙) erreichten, zwangen sie vier Männer zum Tragen ihrer Munitionskisten, plünderten die Gebäude und steckten sie an. Eine andere Gruppe erreichte den Bauernhof Casa Trenti (⊙) und tötete fünf Männer und fünf Frauen sowie zwei Kinder im Alter von sieben Monaten und vier Jahren. Beim Erreichen der Mühle Bucchio (⊙) wurden die dort wohnenden Männer gezwungen, dem Militär Traghilfen zu leisten und die Mühle wurde als Sammelstelle für Gefangene genutzt. Als der Ort Serelli erreicht wurde, trennten die Soldaten Frauen und Männer. Etwa 12 Frauen mit Kindern bzw. Jugendlichen wurden erschossen.
Die Wehrmachtsoldaten erreichten den Ort Vallucciole und ermordeten 13 Frauen, acht Männer und vier Kinder, deren Leichen man später fand. Auf dem Weg nach Monte di Gianni (⊙) wurden mehrere Träger erschossen, in dem Weiler selbst weitere 23 Personen ermordet. Drei Frauen sollten gezwungen werden, in ein brennendes Haus zu treten, als sie sich weigerten, wurden sie erschossen. In Moiano di Sopra (⊙) fanden fünf Männer, eine Frau und ein 11-jähriges Mädchen, in Moiano di Sotto (⊙) zwei Männer und drei Frauen den Tod. Vergewaltigungen sollen ebenso stattgefunden haben.
Auf dem Rückmarsch zur Mühle Bucchio wurden dort zwei Lastenträger und zwei Jugendliche, die die Funkgeräte tragen mussten, erschossen. 14 weitere Menschen erschoss die Soldatentruppe auf ihrem Rückweg in Guinchetto.

## Untersuchung
Das gesamte Ausmaß dieser Kriegsverbrechen konnte nicht verborgen bleiben. Das Ergebnis der deutschen Untersuchung war, dass die Plünderungen durch Aufklärungsabteilung zu verurteilungswürdig seien. Die Massenerschießungen wurden mit keinem Wort erwähnt, auch die Vergewaltigungen wurden fallen gelassen. Dem Vorwurf der Plünderungen entgegnete die Division, dass es sich dabei um Geschenke von Faschisten gehandelt habe. Die einzige Strafmaßnahme der Wehrmacht war eine Versetzung von Oberst Georg-Henning von Heydebreck und von Richard Heimann und Walter Hartwig, beide im Rang von Hauptleuten, zu anderen Einheiten. Richard Heimann führte bereits im Verlauf des Massaker von Cervarolo und Monchio das Kommando an. Die Untersuchung diente laut Carlo Gentile ausschließlich dem Zweck Benito Mussolini und den deutschen Botschafter Rudolf Rahn in Rom zu beruhigen.

## Strafverfolgung
Bereits Ende 1945 erstellte eine britische Kommission einen Bericht über dieses Kriegsverbrechen unter Berücksichtigung von Augenzeugenaussagen. Jahrzehntelang wurde wegen dieser Verbrechen nicht ermittelt, erst als der Schrank der Schande wieder auftauchte, der mit Akten und Dokumente über Kriegsverbrechen gefüllt war, wurde Anklagen gegen Soldaten des Panzerregiments „Hermann Göring“ erhoben. Sieben Angeklagte wurden am 6. Juli 2011 durch das Militärgericht Verona, in Abwesenheit, zu lebenslanger Haft verurteilt.
Den Angeklagten
- Leutnant Fritz Olberg und
- Feldwebel Wilhelm Karl Stark wurden die Beteiligungen an den Massakern in Cervarolo, Mommio und am Monte Falterona nachgewiesen, ebenso
- Leutnant Hans Georg Karl Winkler an den Massakern am Monte Falterona und in Mommio,
- Leutnant Ferdinand Osterhaus an den Massakern in Monchio, Susano und Costrignano und Mommio,
- Hauptmann Helmut Odenwald an den Massakern in Monchio, Susano und Costrignano, am Monte Morello und am Monte Falterona,
- Gefreiten Alfred Lühmann an den Massakern in Monchio, Susano und Costrignano und am Monte Falterona und
- Oberleutnant Erich Koeppe an den Massakern am Monte Morello und am Monte Falterona.

Die Verurteilten waren Soldaten in verschiedenen Einheiten der Fallschirm-Panzer-Division „Hermann Göring“. Freigesprochen wurden Karl Wilke und Karl Friedrich Mess.
Gegen das Urteil legten die Verurteilten Berufung ein. In zweiter Instanz wurden drei lebenslange Freiheitsstrafen aufgehoben. Dagegen legte die Staatsanwaltschaft Berufung ein und das Kassationsgericht hob das Urteil am 2. Dezember 2014 in dritter Instanz auf und die lebenslange Haft aus der ersten Instanz der Verurteilten wurde unwiderruflich bestätigt. Der Angeklagte Ferdinand Osterhaus war 2014 gestorben. Die Angeklagten waren zu den Prozessen nicht erschienen und wurden von Deutschland weder ausgeliefert noch angeklagt.

## Gedenken
Auf dem Dorffriedhof von Vallucciole erinnern an das Massaker eine Informationstafel mit Namen und Porträts in einer Kapelle und einzelne Opfergräber.
In Stia erinnert am Rathauseingang eine Tafel an das Massaker von Vallucciole. An die Opfer wird auf einer Tafel im Friedhof gedacht, der in der Nähe des Rathauses. Dort sind auch die 17 getöteten Partisanen in Einzelgräbern bestattet. Im Gegensatz hierzu berichtete Oberst Georg-Henning von Heydebreck am Ende der Operation von 405 toten oder gefangenen Partisanen.
An der Mühle Bucchino befindet sich eine Gedenkstätte.